# 新井飛山
新井 飛山（あらい ひざん、1955年1月8日 - ）は、埼玉県東松山市生まれの書家。木村東道に師事。本名は一雄、飛山は号。

## 役職
- 清風会総務
- 新興書道展
  - 運営委員
  - 一部審査会員
- 毎日書道展会員
- 清風書道教室 飛山支部長

## 書歴
- 毎日書道展にて毎日賞を受賞
- 新興書道展にて行成賞を受賞
- 清風書道展にて日本書作家協会賞を受賞